# Колодное (Брянская область)
Колодное (в старину — Колодная, Колодня) — деревня в Выгоничском районе Брянской области, в составе Сосновского сельского поселения. Расположена в 5 км к югу от села Сосновка, на правом берегу Десны. Население — 37 человек (2010).

## История
Упоминается с XVIII века как владение Баскаковых, Волконских; в XIX веке — Огарёвых, позднее Шаншиева и др. Входила в приход села Сосновки.
Первоначально состояла в Брянском уезде; с последней четверти XVIII века до 1924 года входила в Трубчевский уезд (с 1861 — в составе Уручьенской волости). В 1924—1929 в Выгоничской волости Бежицкого уезда; с 1929 в Выгоничском районе, а в период его временного расформирования — в Брянском (1932—1939, 1965—1977), Почепском (1963—1965) районе.
До 1976 года — центр Колоднянского сельсовета.